# Fórmula de Manning
La fórmula de Manning es una evolución de la fórmula de Chézy para el cálculo de la velocidad del agua en canales abiertos y tuberías, propuesta por el ingeniero irlandés Robert Manning en 1889:

{\displaystyle V={\frac {1}{n}}R_{h}^{\frac {2}{3}}\cdot S^{\frac {1}{2}}}

siendo S la pendiente en tanto por 1 del canal.

Para algunos, es una expresión del denominado coeficiente de Chézy {\displaystyle C} utilizado en la fórmula de Chézy, 

{\displaystyle V(h)=C{\sqrt {R(h)*S}}}

## Expresiones de la fórmula de Manning
La expresión más simple de la fórmula de Manning se refiere al coeficiente de Chézy:

{\displaystyle C={\frac {1}{n}}(R(h))^{1/6}}

De donde, por sustitución en la ya referida fórmula de Chézy, se deduce su forma más habitual:

{\displaystyle V(h)={\frac {1}{n}}(R(h))^{2/3}{\sqrt {S}}}

o

{\displaystyle Q(h)={\frac {1}{n}}A(R(h))^{2/3}{\sqrt {S}}}

siendo:
- {\displaystyle \ C} = coeficiente de proporcionalidad que se aplica en la fórmula de Chézy: {\displaystyle V(h)=C{\sqrt {R(h)*S}}};
- {\displaystyle \ R(h)} = radio hidráulico,en m, que es función del tirante hidráulico h;
- {\displaystyle \ n} = coeficiente que depende de la rugosidad de la pared;
- {\displaystyle \ V(h)} = velocidad media del agua, en m/s, que es función del tirante hidráulico h;
- {\displaystyle \ S} = la pendiente de la línea de agua en m/m;
- {\displaystyle \ A} = área de la sección del flujo de agua;
- {\displaystyle \ Q(h)} = caudal del agua en m³/s.

También se puede escribir de la siguiente forma (usando el Sistema Internacional de Unidades):

{\displaystyle \ V(h)={\frac {1}{n}}*{\left({\frac {A(h)}{P(h)}}\right)}^{2/3}*S^{1/2}}

o

{\displaystyle \ Q(h)={\frac {1}{n}}*{\frac {{A(h)}^{5/3}}{{P(h)}^{2/3}}}*S^{1/2}}

donde:
- {\displaystyle \ A(h)} = área mojada (área de la sección del flujo de agua), en m², función del tirante hidráulico h;
- {\displaystyle \ P(h)} = perímetro mojado, en m, función del tirante hidráulico h;
- {\displaystyle \ n} = coeficiente que depende de la rugosidad de la pared y cuyo valor varía entre 0,01 para paredes muy pulidas (p.e., plástico) y 0,06 para ríos con fondo muy irregular y con vegetación;
- {\displaystyle \ V(h)} = velocidad media del agua, en m/s, que es función del tirante hidráulico h;
- {\displaystyle \ Q(h)} = caudal del agua en, m³/s, en función del tirante hidráulico h;
- {\displaystyle \ S} = pendiente de la línea de agua en m/m.

Para el sistema unitario anglosajón:

{\displaystyle \ V(h)={\frac {1,486}{n}}*{\left({\frac {A(h)}{P(h)}}\right)}^{2/3}*S^{1/2}}

{\displaystyle \ Q(h)={\frac {1,486}{n}}*{\frac {{A(h)}^{5/3}}{{P(h)}^{2/3}}}*S^{1/2}}

donde:
- {\displaystyle \ A(h)} = área mojada, en pies2, función del tirante hidráulico h;
- {\displaystyle \ P(h)} = perímetro mojado, en pies, función del tirante hidráulico h;
- {\displaystyle \ n} = coeficiente que depende de la rugosidad de la pared;
- {\displaystyle \ V(h)} = velocidad media del agua, en pies/s, que es función del tirante hidráulico h;
- {\displaystyle \ Q(h)} = caudal del agua en, pies3/s, en función del tirante hidráulico h;
- {\displaystyle \ S} = pendiente de la línea de agua en pies/pies.

## Demostración fisicomatemática[2]
Considere una partícula ∂m de fluido sometido a una fuerza y torque diferencial:
La aceleración lineal es concebible, pero la aceleración angular es infinita. Entonces, como la observación indica que hay rotación en los fluidos, la aceleración y el torque deben haber desaparecido para el momento en que fueron observados, y la velocidad angular se volvió constante.
Entonces, para un fluido incompresible y newtoniano, debido al  teorema de Helmholtz , podemos determinar:
La demostración está aquí:
https://www.academia.edu/37329892/DEMOSTRACION_DE_LA_FORMULA_DE_MANNING
English: https://www.academia.edu/37869711/MANNING_FORMULA_DEMONSTRATION

## El coeficiente de rugosidadn{\displaystyle \ n}
El ingeniero irlandés Robert Manning presentó, el 4 de diciembre de 1889, en el Institute of Civil Engineers de Irlanda, una fórmula compleja para la obtención de la velocidad, que podía simplificarse como {\displaystyle \ V=C*R^{2/3}*S^{1/2}}.
Tiempo después fue modificada por otros y expresada en unidades métricas como {\displaystyle V={\frac {1}{n}}*R^{2/3}*S^{1/2}}.
Cuando fue convertida a unidades inglesas, debido a que 1 m = 3,2808 pies, se obtuvo su expresión en ese sistema de unidades anglosajón {\displaystyle V={\frac {1,486}{n}}*R^{2/3}*S^{1/2}}, manteniendo sin modificar los valores de {\displaystyle \ n}.
Al hacer el análisis dimensional de {\displaystyle \ n} se deduce que tiene unidades {\displaystyle \ TL^{-1/3}}. Como no resulta explicable que aparezca el término {\displaystyle \ T} en un coeficiente que expresa rugosidad, se ha propuesto hacer intervenir un factor {\displaystyle {\sqrt {g}}}, siendo g la aceleración de la gravedad, con lo que las unidades de {\displaystyle \ n} serían {\displaystyle \ L^{1/6}}, más propias del concepto físico que pretende representar.
El valor del coeficiente es más alto cuanta más rugosidad presenta la superficie de contacto de la corriente de agua. Algunos de los valores que se emplean de n son: